# 天王門站
天王門站（日语：／ Tennōmon eki */?）是一座位於愛知縣幡豆郡西尾町鶴城（現時：西尾市），愛知電氣鐵道（舊）西尾線的車站（廢站）。

## 歷史

西尾站周邊走線變遷

由於車站位於伊文神社旁邊，加上距離西尾町市區較近，因此車站客量比西尾站（第一代）高。
當西尾鐵道與愛知電氣鐵道合併後，此路線開始計劃電氣化和改軌距。由於在當時，車站附近的走線有較急的彎位和鐵路用地較狹窄。便連同西尾町的城市發展計劃，把久麻久站至西尾站至一色口站之間，以及西尾站至羽塚站之間（當時住崎站還未啟用）兩區間的走線遷移，同時把碧海電氣鐵道線駛入西尾站，以上工程於1928年（昭和3年）10月完成。使西尾站遷移至現地，而天王門站便被廢除（同時，西尾口站暫時啟用）。

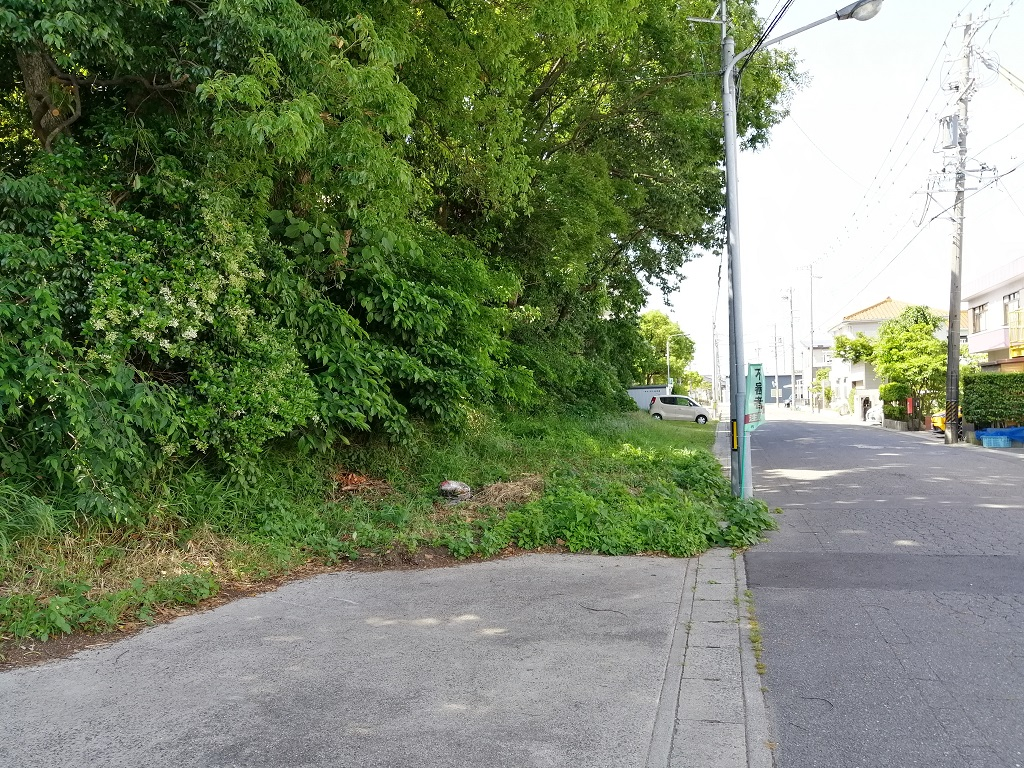
伊文神社東邊的車站遺址附近

- 1911年（明治44年）10月30日 - 西三軌道岡崎新至西尾之間開業，此站啟用[7]。
- 1912年（明治45年）1月25日 - 西三軌道改名為西尾鐵道[7]。
- 1913年（大正2年）
  - 日期不詳 - 站舍落成[3]。
  - 3月31日 - 西尾生果物市場株式會社引込線竣工[8]。
- 1926年（大正15年）12月1日 - 西尾鐵道與愛知電氣鐵道（日语：愛知電気鉄道）合併。岡崎新至西尾至吉田港之間的路線名稱為西尾線[7]。
- 1928年（昭和3年）10月1日 - 由於西尾線走線遷移，此站被廢除[7]。

- 伊文神社東邊的車站遺址附近

## 使用狀況
跟據《愛知縣統計書》，以下為各年上下車人次和貨物起卸量：
| 年度     | 乘車人次（人） | 乘車人次（人） | 乘車人次（人） | 乘車人次（人） | 下車人次（人） | 下車人次（人） | 下車人次（人） | 下車人次（人） | 發送貨物     | 發送貨物     | 到達貨物     | 到達貨物   | 參考資料 |
| 年度     | 二等           | 三等           | 官用           | 合計           | 二等           | 三等           | 官用           | 合計           | 小行李（斤） | 貨物（斤）   | 小行李（斤） | 貨物（斤） | 參考資料 |
| -------- | -------------- | -------------- | -------------- | -------------- | -------------- | -------------- | -------------- | -------------- | ------------ | ------------ | ------------ | ---------- | -------- |
| 1911年度 | 882            | 20,449         | 203            | 21,534         | 831            | 17,998         | 114            | 18,943         | 1,250        |              | 7,342        |            | [ 9 ]    |
| 年度     | 乘車人次（人） | 乘車人次（人） | 乘車人次（人） | 乘車人次（人） | 下車人次（人） | 下車人次（人） | 下車人次（人） | 下車人次（人） | 發送貨物     | 發送貨物     | 到達貨物     | 到達貨物   | 參考資料 |
| 年度     | 二等           | 三等           | 官用           | 合計           | 二等           | 三等           | 官用           | 合計           | 小行李（斤） | 貨物（公噸） | 小行李（斤） | 貨物（噸） | 參考資料 |
| 1912年度 | 1,378          | 50,638         | 738            | 52,754         | 1,262          | 51,074         | 537            | 52,873         | 216,796      | 3            | 4,045        |            | [ 10 ]   |
| 1913年度 | 1,167          | 36,543         | 859            | 38,569         | 920            | 38,671         | 330            | 39,921         | 10,972       | 561          | 23,542       | 301        | [ 11 ]   |

| 年度     | 乘車人次（人） | 下車人次（人） | 發送貨物       | 發送貨物     | 到達貨物       | 到達貨物     | 參考資料 |
| 年度     | 乘車人次（人） | 下車人次（人） | 小手荷物（斤） | 貨物（公噸） | 小手荷物（斤） | 貨物（公噸） | 參考資料 |
| -------- | -------------- | -------------- | -------------- | ------------ | -------------- | ------------ | -------- |
| 1914年度 | 44,991         | 46,987         | 28,142         | 882          | 9,359          | 526          | [ 12 ]   |
| 1915年度 | 39,728         | 49,472         | 77,099         | 1,390        | 55,784         | 732          | [ 13 ]   |
| 1916年度 | 38,112         | 55,670         | 117,169        | 1,637        | 107,576        | 1,140        | [ 14 ]   |
| 1917年度 | 64,049         | 55,503         | 119,837        | 1,945        | 127,406        | 2,163        | [ 15 ]   |
| 1918年度 | 66,316         | 59,357         | 128,851        | 1,455        | 136,536        | 1,855        | [ 16 ]   |
| 1919年度 | 60,675         | 70,909         | 125,364        | 1,048        | 132,609        | 2,502        | [ 17 ]   |
| 1920年度 | 57,876         | 70,548         | 105,686        | 1,141        | 123,221        | 2,065        | [ 18 ]   |
| 1921年度 | 57,582         | 74,912         | 94,391         | 1,219        | 116,703        | 3,561        | [ 19 ]   |
| 1922年度 | 59,678         | 65,552         | 98,127         | 1,377        | 89,834         | 3,007        | [ 20 ]   |

| 年度     | 乘車人次（人） | 下車人次（人） | 發送貨物     | 發送貨物     | 到達貨物     | 參考資料 |
| 年度     | 乘車人次（人） | 下車人次（人） | 小行李（斤） | 貨物（公噸） | 貨物（公噸） | 參考資料 |
| -------- | -------------- | -------------- | ------------ | ------------ | ------------ | -------- |
| 1923年度 | 103,082        | 73,302         | 105,980      | 1,528        | 3,266        | [ 21 ]   |
| 1924年度 | 112,784        | 82,321         | 107,776      | 1,292        | 2,943        | [ 22 ]   |
| 1925年度 | 107,747        | 85,185         | 102,728      | 1,050        | 2,221        | [ 1 ]    |

## 車站周邊
- 伊文神社（日语：伊文神社）

## 相鄰車站
愛知電氣鐵道
西尾線（舊線）
久麻久－天王門－西尾

## 注腳
1. 1 2  《愛知縣統計書. 大正14年 第1編》、（國立國會圖書館數碼化收藏）
2. ↑  鐵道省（編）『鉄道停車場一覧 : 附・関係法規,線路図運賃早見表. 昭和2年版』（國立國會圖書館數碼化收藏）
3. 1 2  礒貝逸夫、鈴木悦道（監）. . 名古屋郷土出版社. 1989. ISBN 978-4876700066 （日语）.
4. ↑  西尾市（編）. . 西尾市. 1978: 1305 （日语）.
5. ↑  西尾市（編）. . 西尾市. 1978: 1307 （日语）.
6. ↑  西尾市（編）. . 西尾市. 1978: 1306 （日语）.
7. 1 2 3 4 5  今尾惠介（監修）. . 新潮社. 2008: 45. ISBN 978-4-10-790025-8 （日语）.
8. ↑  西尾市（編）. . 西尾市. 1978: 1286 （日语）.
9. ↑  《愛知縣統計書. 明治44年》西尾鉄道ノ二、西尾鉄道ノ三（國立國會圖書館數碼化收藏）
10. ↑  《愛知縣統計書. 明治45・大正元年》西尾鉄道ノ二、西尾鉄道ノ三（國立國會圖書館數碼化收藏）
11. ↑  《愛知縣統計書. 大正2年》西尾鉄道ノ二、西尾鉄道ノ三（國立國會圖書館數碼化收藏）
12. ↑  《愛知縣統計書. 大正3年》軽便鉄道ノ四、軽便鉄道ノ六（國立國會圖書館數碼化收藏）
13. ↑  《愛知縣統計書. 大正4年》軽便鉄道ノ四、軽便鉄道ノ六（國立國會圖書館數碼化收藏）
14. ↑  《愛知縣統計書. 大正5年》軽便鉄道ノ四、軽便鉄道ノ六（國立國會圖書館數碼化收藏）
15. ↑  《愛知縣統計書. 大正6年》、（國立國會圖書館數碼化收藏）
16. ↑  《愛知縣統計書. 大正7年》、（國立國會圖書館數碼化收藏）
17. ↑  《愛知縣統計書. 大正8年 第1編》、（國立國會圖書館數碼化收藏）
18. ↑  《愛知縣統計書. 大正9年 第1編》、（國立國會圖書館數碼化收藏）
19. ↑  《愛知縣統計書. 大正10年 第1編》、（國立國會圖書館數碼化收藏）
20. ↑  《愛知縣統計書. 大正11年 第1編》、（國立國會圖書館數碼化收藏）
21. ↑  《愛知縣統計書. 大正12年 第1編》、（國立國會圖書館數碼化收藏）
22. ↑  《愛知縣統計書. 大正13年》、（國立國會圖書館數碼化收藏）